# Andriivske, Polohî
Andriivske (în ucraineană Андріївське) este un sat în comuna Tarasivka din raionul Polohî, regiunea Zaporijjea, Ucraina.

## Demografie
Componența lingvistică a localității Andriivske
     Ucraineană (97,85%)
     Rusă (2,15%)
Conform recensământului din 2001, majoritatea populației localității Andriivske era vorbitoare de ucraineană (97,85%), existând în minoritate și vorbitori de rusă (2,15%).